# Hedonismo
Hedonismo (do grego hedonê, "prazer", "vontade") se refere a um grupo de teorias onde o prazer desempenha papel central. O hedonismo psicológico ou motivacional afirma que o comportamento humano é determinado por desejos de aumentar o prazer e diminuir a dor. O hedonismo normativo ou ético, por outro lado, não é uma questão de como realmente agimos, mas sobre como devemos agir: devemos perseguir o prazer e evitar a dor. O hedonismo axiológico, que às vezes é tratado como parte do hedonismo ético, é a tese de que apenas o prazer tem valor intrínseco. Aplicada ao bem-estar ou ao que é bom para alguém, é a tese de que o prazer e o sofrimento são os únicos componentes do bem-estar.
Estas definições técnicas de hedonismo dentro da filosofia, que são geralmente vistas como escolas respeitáveis de pensamento, têm que ser distinguidas de como o termo é usado na linguagem cotidiana, às vezes referido como "hedonismo popular". Nesse sentido, tem uma conotação negativa, ligada à busca egoísta de gratificação a curto prazo, entregando-se aos prazeres sensoriais sem considerar as consequências.
O hedonismo surgiu na Grécia, e seu mais célebre representante foi Aristipo de Cirene.

## A natureza do prazer
O prazer (pleasure) desempenha um papel central em todas as formas de hedonismo; refere-se à experiência que se sente bem e envolve o gozo de algo. O prazer contrasta com a dor ou o sofrimento, que são formas de se sentir mal. As discussões dentro do hedonismo geralmente se concentram mais no prazer, mas como seu lado negativo, a dor está igualmente implícita nestas discussões. Tanto o prazer quanto a dor vêm em graus e são considerados uma dimensão que vai de graus positivos, através de um ponto neutro a graus negativos. O termo "felicidade" é frequentemente usado nesta tradição para se referir ao excesso de prazer sobre a dor.
Na linguagem cotidiana, o termo "prazer" está associado principalmente a prazeres sensoriais, como o gozo da comida ou do sexo. Mas em seu sentido mais geral, inclui todos os tipos de experiências positivas ou agradáveis, incluindo o gozo de esportes, de ver um belo pôr do sol ou de participar em uma atividade intelectualmente satisfatória. As teorias do prazer tentam determinar o que todas essas experiências prazerosas têm em comum, o que é essencial para elas. São tradicionalmente divididas em teorias de qualidade e teorias de atitude. As teorias de qualidade sustentam que o prazer é uma qualidade das próprias experiências prazerosas, enquanto as teorias de atitude afirmam que o prazer é, em certo sentido, externo à experiência, pois depende da atitude do sujeito em relação à experiência.
A plausibilidade das várias versões do hedonismo é afetada pela forma como a natureza do prazer é concebida. Uma atração importante da maioria das formas de hedonismo é que elas são capazes de fornecer um relato simples e unificado de seus respectivos campos. Mas isto só é possível se o próprio prazer é um fenômeno unificado. Isso foi questionado, principalmente devido à grande variedade de experiências de prazer, que parecem não ter nenhuma característica em comum. Uma maneira como os teóricos da qualidade respondem a esta objeção é apontando que o tom hedônico das experiências de prazer não é uma qualidade regular, mas uma qualidade de ordem superior. As teorias de atitude têm uma maneira mais fácil de responder a este argumento, pois podem sustentar que é o mesmo tipo de atitude, frequentemente identificada com o desejo, que é comum a todas as experiências prazerosas.

## Tipos de hedonismo

### Hedonismo psicológico
O hedonismo psicológico, também conhecido como hedonismo motivacional, é uma teoria empírica sobre o que nos motiva: afirma que todas as nossas ações visam aumentar o prazer e evitar a dor. Isto é geralmente entendido em combinação com o egoísmo, ou seja, que cada pessoa visa apenas a sua própria felicidade. Nossas ações se baseiam em crenças sobre o que causa prazer. Falsas crenças podem nos enganar e, portanto, nossas ações podem não resultar em prazer, mas mesmo as ações fracassadas são motivadas por considerações de prazer, segundo o hedonismo psicológico. O paradoxo do hedonismo diz respeito à tese de que o comportamento de busca de prazer é na verdade autodestrutivo, no sentido de que resulta em menos prazer real do que seguir outros motivos.
O hedonismo psicológico fornece uma teoria simples explicando a totalidade do comportamento humano. Tem plausibilidade intuitiva porque o comportamento de busca de prazer é um fenômeno comum e pode, de fato, dominar a conduta humana às vezes. No entanto, a generalização do hedonismo psicológico como uma explicação para todo comportamento é muito controversa. Os críticos apontam para contra-exemplos envolvendo ações que parecem não ter explicação plausível em termos de prazer, como motivos egoístas para outras coisas além do prazer (por exemplo, saúde, auto-aperfeiçoamento, fama post-mortem), e motivos altruístas (por exemplo, perseguindo a felicidade de um filho, sacrificando a própria vida por uma causa maior). Os hedonistas psicológicos reinterpretam tais casos em termos de comportamento em busca de prazer, por exemplo, postulando que ver os filhos felizes ou saber que a morte foi significativa traz prazer para a pessoa sacrificando seu prazer imediato.
Os críticos também afirmam que, através da introspecção, pode-se concluir que a busca do prazer é apenas um tipo de força motivadora entre outros, e que reinterpretar todos os casos em termos de prazer e dor contradiz isto. Os críticos também argumentam que a afirmação básica do hedonismo psicológico sobre o que motiva os seres humanos se enquadra no âmbito da ciência da psicologia e não da filosofia e, como tal, exige evidências experimentais para confirmá-la ou contradizê-la.

### Hedonismo ético
O hedonismo ético ou hedonismo normativo, como definido aqui, é a tese de que considerações de aumentar o prazer e diminuir a dor determinam o que devemos fazer ou qual ação é correta. No entanto, às vezes é definido em um sentido mais amplo em termos de valor intrínseco. Nesse caso inclui hedonismo axiológico como definido abaixo. É diferente do hedonismo psicológico, pois prescreve, em vez de descrever, nosso comportamento. No sentido estrito, o hedonismo ético é uma forma de consequencialismo, já que determina se uma ação é correta com base em suas consequências, que são medidas aqui em termos de prazer e dor. Como tal, está sujeito aos principais argumentos a favor e contra o consequencialismo. No lado positivo, isso inclui a intuição de que as consequências de nossas ações são importantes e que, através delas, devemos tornar o mundo um lugar melhor. No lado negativo, o consequencialismo implicaria que raramente ou nunca sabemos distinguir o certo do errado, já que nosso conhecimento do futuro é bastante limitado e as consequências, mesmo de ações simples, podem ser vastas. Como forma de hedonismo, tem certa atração intuitiva inicial, pois o prazer e a dor parecem ser relevantes para como devemos agir. Mas foi argumentado que é moralmente objetável ver o prazer e a dor como os únicos fatores relevantes para o que devemos fazer, pois esta posição parece ignorar, por exemplo, valores de justiça, amizade e verdade. O hedonismo ético geralmente se preocupa tanto com o prazer quanto com a dor. Mas a versão mais restrita na forma de consequencialismo negativo ou utilitarismo negativo concentra-se apenas na redução do sofrimento.
As teorias hedonistas éticas podem ser classificadas em relação a cujo prazer deve ser aumentado. Segundo a versão egoísta, cada agente deve apenas ter como objetivo maximizar seu próprio prazer. Esta posição geralmente não é muito valorizada. As teorias altruístas, comumente conhecidas pelo termo "utilitarismo clássico", são mais respeitadas na comunidade filosófica. Elas sustentam que o agente deve maximizar a soma total da felicidade de todos. Essa soma total inclui também o prazer do agente, mas apenas como um fator entre muitos. Uma objeção comum contra o utilitarismo é que ele é exigente demais. Isto é mais pronunciado nos casos em que o agente tem que sacrificar sua própria felicidade para promover a felicidade de outra pessoa. Por exemplo, vários comentaristas dirigiram este argumento contra a posição de Peter Singer, que sugere, de forma semelhante, que a coisa correta a fazer pela maioria das pessoas que vivem em países desenvolvidos seria doar uma parte significativa de sua renda a instituições de caridade, o que parece excessivamente exigente para muitos. Singer justifica sua posição apontando que o sofrimento que pode ser evitado nos países do terceiro mundo desta forma supera consideravelmente o prazer obtido de como o dinheiro seria gasto de outra forma. Outra objeção importante ao utilitarismo é que ele desconsidera a natureza pessoal dos deveres morais, por exemplo, que pode ser mais importante promover a felicidade daqueles próximos a nós, como nossa família e amigos, mesmo que o curso alternativo de ações resultaria em um pouco mais de felicidade para um estranho.

### Hedonismo axiológico
O hedonismo axiológico é a tese de que apenas o prazer tem valor intrínseco. Também foi referido como hedonismo avaliativo ou hedonismo de valor, e às vezes está incluído no hedonismo ético. Uma teoria intimamente relacionada frequentemente tratada juntamente com o hedonismo axiológico é o hedonismo sobre o bem-estar, que sustenta que o prazer e a dor são os únicos constituintes do bem-estar e, portanto, as únicas coisas que são boas para alguém. Central para a compreensão do hedonismo axiológico é a distinção entre valor intrínseco e valor instrumental. Uma entidade tem valor intrínseco se é boa em ou por si mesma. O valor instrumental, por outro lado, é atribuído a coisas que são valiosas apenas como um meio para outra coisa. Por exemplo, ferramentas como carros ou micro-ondas são consideradas instrumentalmente valiosas em virtude da função que desempenham, enquanto a felicidade que causam é intrinsecamente valiosa. O hedonismo axiológico é uma afirmação sobre o valor intrínseco, não sobre o valor em geral.
No âmbito do hedonismo axiológico, existem duas teorias concorrentes sobre a relação exata entre prazer e valor: o hedonismo quantitativo e o hedonismo qualitativo. Os hedonistas quantitativos, seguindo Jeremy Bentham, sustentam que o conteúdo específico ou a qualidade de uma experiência de prazer não é relevante para seu valor, que depende apenas de suas características quantitativas: intensidade e duração. Por exemplo, por conta disso, uma experiência de prazer intenso de se entregar à comida e ao sexo vale mais do que uma experiência de prazer sutil de ver as belas artes ou de se envolver em uma conversa intelectual estimulante. Os hedonistas qualitativos, seguindo John Stuart Mill, objetam a esta versão com o argumento de que ela ameaça transformar o hedonismo axiológico em uma "filosofia de porcos". Em vez disso, eles argumentam que a qualidade é outro fator relevante para o valor de uma experiência de prazer, por exemplo, que os prazeres inferiores do corpo são menos valiosos do que os prazeres superiores da mente.
Uma atração do hedonismo axiológico é que ele fornece uma explicação simples e unificada do que importa. Também reflete a intuição introspectiva de que o prazer se sente valioso como algo que vale a pena buscar. Ele foi influente ao longo da história da filosofia ocidental, mas recebeu muitas críticas na filosofia contemporânea. A maioria das objeções pode ser dividida, grosso modo, em dois tipos: (1) objeções à afirmação de que o prazer é uma condição suficiente de valor intrínseco ou que todo prazer é intrinsecamente valioso; (2) objeções à afirmação de que o prazer é uma condição necessária de valor intrínseco ou que não há outras coisas intrinsecamente valiosas além do prazer. Os oponentes da primeira categoria geralmente tentam apontar para casos de prazer que parecem ou não ter valor ou ter valor negativo, como o prazer sádico ou o prazer devido a uma crença falsa. Os hedonistas qualitativos podem tentar explicar esses casos desvalorizando os prazeres associados às qualidades problemáticas. Outras maneiras de responder a esse argumento incluem rejeitar a afirmação de que esses prazeres realmente não têm valor intrínseco ou têm valor negativo ou rejeitar que estes casos envolvam prazer em absoluto.
Vários experimentos mentais foram propostos para a segunda categoria, ou seja, que existem outras coisas intrinsecamente valiosas além do prazer. O mais conhecido na filosofia recente é a máquina de experiência de Robert Nozick. Nozick nos pergunta se aceitaríamos ser permanentemente transportados para uma realidade simulada mais prazerosa do que a vida real. Ele pensa que é racional recusar esta oferta, já que outras coisas além do prazer são importantes. Isto tem a ver com o fato de que é importante estar em contato com a realidade e realmente "fazer a diferença no mundo", em vez de apenas parecer fazer isso, já que a vida não teria sentido de outra forma. Os hedonistas axiológicos responderam a este experimento mental apontando que nossas intuições sobre o que devemos fazer estão equivocadas, por exemplo, que há um viés cognitivo para preferir o status quo e que se descobríssemos que já tínhamos passado nossa vida dentro da máquina de experiência, provavelmente escolheríamos ficar dentro da máquina. Outra objeção dentro desta categoria é que muitas coisas além do prazer parecem valiosas para nós, como virtude, beleza, conhecimento ou justiça. Por exemplo, G. E. Moore sugere em um famoso experimento de pensamento que um mundo consistindo apenas de uma bela paisagem é melhor que um mundo feio e nojento, mesmo que não haja nenhum ser consciente para observar e desfrutar ou sofrer qualquer um desses mundos. Uma maneira de o hedonista axiológico responder é explicar o valor destas coisas em termos de valores instrumentais. Assim, por exemplo, a virtude é boa porque tende a aumentar o prazer geral da pessoa virtuosa ou das pessoas ao seu redor. Isto pode ser combinado com a afirmação de que há um viés psicológico para confundir valores instrumentais estáveis com valores intrínsecos, explicando assim a intuição do oponente. Embora esta estratégia possa funcionar para alguns casos, é controverso se ela pode ser aplicada a todos os contra-exemplos.

### Hedonismo estético
O hedonismo estético é a visão influente no campo da estética de que a beleza ou o valor estético podem ser definidos em termos de prazer, por exemplo, que um objeto é belo se causa prazer ou que a experiência da beleza é sempre acompanhada de prazer. Uma articulação proeminente desta posição vem de Tomás de Aquino, que trata a beleza como "aquilo que agrada na própria apreensão dele". Immanuel Kant explica este prazer através de uma interação harmoniosa entre as faculdades de compreensão e imaginação. Outra questão para os hedonistas estéticos é como explicar a relação entre beleza e prazer. Este problema é semelhante ao dilema de Eutífron: é algo belo porque gostamos ou gostamos porque é belo? Os teóricos da identidade resolvem esse problema negando que haja uma diferença entre beleza e prazer: identificam a beleza, ou a aparência dela, com a experiência do prazer estético.
Os hedonistas estéticos geralmente restringem e especificam a noção de prazer de várias maneiras, a fim de evitar contra-exemplos óbvios. Uma distinção importante neste contexto é a diferença entre o prazer puro e o prazer misto. O prazer puro exclui qualquer forma de dor ou sentimento desagradável, enquanto a experiência de prazer misto pode incluir elementos desagradáveis. Mas a beleza pode envolver prazer misto, por exemplo, no caso de uma história belamente trágica, razão pela qual o prazer misto é geralmente permitido nas concepções hedonistas estéticas da beleza.
Outro problema enfrentado pelas teorias hedonistas estéticas é que tiramos prazer de muitas coisas que não são bonitas. Uma maneira de abordar esta questão é associar a beleza a um tipo especial de prazer: prazer estético ou desinteressado. Um prazer é desinteressado se é indiferente à existência do objeto belo ou se não surgiu devido a um desejo antecedente através de um raciocínio meio-fim. Por exemplo, a alegria de olhar para uma bela paisagem ainda seria valiosa se se revelasse que esta experiência era uma ilusão, o que não seria verdade se esta alegria fosse devida a ver a paisagem como uma valiosa oportunidade imobiliária. Os opositores do hedonismo geralmente admitem que muitas experiências de beleza são prazerosas, mas negam que isto seja verdade para todos os casos. Por exemplo, um crítico frio e calejado ainda pode ser um bom juiz de beleza devido aos seus anos de experiência, mas não tem a alegria que inicialmente acompanhou seu trabalho. Uma maneira de evitar esta objeção é permitir que as respostas às coisas belas careçam de prazer e insistir que todas as coisas belas merecem prazer, que o prazer estético é a única resposta apropriada a elas.

## Visão histórica
O termo hedonismo deriva do grego hēdonismos (ἡδονισμός, 'deleite'; de ἡδονή, hēdonē, 'prazer'), que é um cognato do proto-indo-europeu swéh₂dus através do grego antigo hēdús (ἡδύς, 'prazeroso ao gosto ou olfato', 'doce') ou hêdos ( ἧδος, 'deleite, prazer') + sufixo -ismos (-ισμός, 'ismo').
Em oposição ao hedonismo, existe a hedonofobia, que é uma forte aversão a sentir prazer. De acordo com o autor médico William C. Shiel Jr., a hedonofobia é "um medo anormal, excessivo e persistente do prazer". A condição de ser incapaz de sentir prazer é a Anedonia.
O hedonismo é muito confundido com o epicurismo, apesar de eles possuírem divergências claras. O epicurismo surge através de Epicuro, que, levando em conta o hedonismo que o antecede, irá, segundo suas concepções, aperfeiçoá-lo, salientando que o prazer deverá ser regido pela razão, o que resulta em moderação.

### Antiguidade
Aristipo de Cirene (ca. 435-335 a.C.), contemporâneo de Sócrates, é considerado o fundador do hedonismo filosófico. Ele distinguia dois estados da alma humana: o prazer (movimento suave do amor) e a dor (movimento áspero do amor). Segundo ele, o prazer, independentemente da sua origem, tem sempre a mesma qualidade e o único caminho para a felicidade é a busca do prazer e a diminuição da dor. Ele afirma inclusive que o prazer corpóreo é o próprio sentido da vida. Outros defensores do hedonismo clássico foram Teodoro de Cirene e Hegesias de Cirene.
É importante notar que o hedonismo cirenaico diferencia-se da filosofia Epicurista, sobretudo no que diz respeito à avaliação moral do prazer. Enquanto a escola cirenaica preceitua que o prazer é sempre um bem em si e que será melhor quanto mais tempo durar e quanto mais intenso for, a filosofia epicurista determina que o prazer, para ser um bem, precisa de moderação (em grego, phronēsis).

### A Idade Moderna e a Contemporânea
Julien Offray de La Mettrie, iluminista francês, atualizou o hedonismo e seu discípulo, Donatien Alphonse François de Sade, radicalizou-o, transformando-o em amoralismo, transformando o ideal de "serenidade" em "frieza" diante de outras pessoas.
Posteriormente, as teses hedonistas foram retomadas pelos autores utilitaristas Jeremy Bentham e Henry Sidgwick. Este último autor distingue entre hedonismo psicológico e hedonismo ético: hedonismo psicológico é a pressuposição antropológica de que o ser humano sempre procura aumentar o seu prazer e diminuir seu sofrimento e que, assim, a busca do prazer é a única força motivadora da ação humana; já hedonismo ético é uma teoria normativa que afirma que os homens devem ver o prazer (os bens materiais) como o mais importante em suas vidas.
Aqui, diferenciam-se o egoísmo hedonista, no qual o indivíduo busca somente o seu próprio bem, e o hedonismo universalista ou utilitarismo, que busca o bem de todos (the greatest happiness to the greatest number is the foundation of morals and legislation, "a maior felicidade para o maior número de pessoas é a base da moral e das leis"). É a ideia de que é possível a realização do máximo de utilidade com o mínimo de restrições pessoais, numa perspectiva que reduz o direito a uma simples moral do útil coletivo. Libertando-se deste critério quantitativo da aritmética dos prazeres, Stuart Mill assume o critério da qualidade e formula a lei do interesse pessoal ou princípio hedonístico: cada indivíduo procura o bem e a riqueza e evita o mal e a miséria. Desta forma, a moral do interesse individual de Bentham aproxima-se de uma moral altruísta ou social.
Atualmente, as teses hedonistas são defendidas por filósofos como o francês Michel Onfray.

## Abordagens contemporâneas
Os proponentes contemporâneos do hedonismo incluem o filósofo sueco Torbjörn Tännsjö, Fred Feldman, e a filósofa ética espanhola Esperanza Guisán (publicou um "manifesto hedonista" em 1990). Dan Haybron distinguiu entre hedonismo psicológico, ético, bem-estar e axiológico.

### Michel Onfray
Onfray, nas obras L'invention du plaisir: fragments cyréaniques e La puissance d'exister: Manifeste hédoniste define o hedonismo como "uma atitude introspectiva em relação à vida baseada em ter prazer em si mesmo e dar prazer aos outros, sem prejudicar a si mesmo ou a qualquer outra pessoa". O projeto filosófico de Onfray é definir um hedonismo ético, um utilitarismo alegre e uma estética generalizada do materialismo sensualque explora como usar as capacidades do cérebro e do corpo em toda a sua extensão - enquanto restaura a filosofia para um papel útil na arte, na política e na vida cotidiana e nas decisões."
As obras de Onfray "exploraram as ressonâncias e componentes filosóficos de (e desafios para) ciência, pintura, gastronomia, sexo e sensualidade, bioética, vinho e escrita. Seu projeto mais ambicioso é sua Contra-história da Filosofia projetada em seis volumes", dos quais três foram publicados.

 Para Onfray:
Em oposição ao ideal ascético defendido pela escola de pensamento dominante, o hedonismo sugere identificar o bem maior com o seu próprio prazer e o dos outros; nunca se deve ceder a um em detrimento do sacrifício do outro. A obtenção desse equilíbrio – o meu prazer ao mesmo tempo que o prazer dos outros – supõe que abordemos o assunto por diferentes ângulos – político, ético, estético, erótico, bioético, pedagógico, historiográfico ....

### Abolicionismo (David Pearce)
A Sociedade Abolicionista é um grupo transumanista que clama pela erradicação do sofrimento em toda a vida senciente por meio do uso de biotecnologia avançada. Sua filosofia central é o utilitarismo negativo.
David Pearce é um teórico dessa perspectiva que acredita e promove a ideia de que existe um forte imperativo ético para os humanos trabalharem pela abolição do sofrimento em toda a vida senciente. Seu manifesto na internet, The Hedonistic Imperative (O Imperativo Hedonista) descreve como tecnologias como engenharia genética, nanotecnologia, farmacologia e neurocirurgia poderiam potencialmente convergir para eliminar todas as formas de experiência desagradável entre animais humanos e não humanos, substituindo o sofrimento por gradientes de bem-estar, um projeto a que refere como "engenharia do paraíso".

Em uma palestra proferida no Future of Humanity Institute e no Charity International, 'Happiness Conference', Pearce disse: 
Infelizmente, o que não vai abolir o sofrimento, ou pelo menos não por si só, é a reforma socioeconômica, ou o crescimento econômico exponencial, ou o progresso tecnológico no sentido usual, ou qualquer uma das panacéias tradicionais para resolver os males do mundo. Melhorar o ambiente externo é admirável e importante; mas tal melhoria não pode recalibrar nossa esteira hedônica acima de um teto geneticamente restrito. Estudos com gêmeos confirmam que existe um ponto de ajuste [parcialmente] hereditário de bem-estar - ou mal-estar - em torno do qual todos nós tendemos a flutuar ao longo da vida. Este ponto de ajuste varia entre os indivíduos. é possível abaixaro ponto de ajuste hedônico de um indivíduo ao infligir estresse descontrolado prolongado; mas mesmo essa redefinição não é tão fácil quanto parece: as taxas de suicídio geralmente diminuem em tempos de guerra; e seis meses após um acidente indutor de tetraplegia, estudos sugerem que normalmente não estamos nem mais nem menos infelizes do que estávamos antes do evento catastrófico. Infelizmente, as tentativas de construir uma sociedade ideal não conseguem superar esse teto biológico, sejam utopias de esquerda ou direita, de livre mercado ou socialistas, religiosas ou laicas, futuristas de alta tecnologia ou simplesmente cultivando o próprio jardim. Mesmo que tudoque os futuristas tradicionais pediram - juventude eterna, riqueza material ilimitada, liberdade morfológica, superinteligência, realidade virtual imersiva, nanotecnologia molecular etc. ancestrais caçadores-coletores - ou um membro da tribo da Nova Guiné hoje - na ausência de enriquecimento do caminho de recompensa. Essa afirmação é difícil de provar na ausência de neurovarredura sofisticada; mas índices objetivos de sofrimento psicológico, por exemplo, taxas de suicídio, confirmam isso. Unhumanos aprimorados ainda serão vítimas do espectro das emoções darwinianas, variando de sofrimento terrível a decepções e frustrações mesquinhas - tristeza, ansiedade, ciúme, angústia existencial. Sua biologia faz parte de "o que significa ser humano". Os estados de consciência subjetivamente desagradáveis existem porque foram geneticamente adaptativos. Cada uma de nossas emoções centrais teve um papel sinalizador distinto em nosso passado evolucionário: elas tendiam a promover comportamentos que aumentavam a aptidão inclusiva de nossos genes no ambiente ancestral.

## Crítica
Os críticos do hedonismo objetaram a validade da concentração exclusiva no prazer dada pelo hedonismo, ou que a amplitude retentiva da dopamina é limitada.
Em particular, GE Moore ofereceu um experimento mental na crítica do prazer como o único portador de valor: ele imaginou dois mundos — um de extrema beleza e o outro um monte de sujeira. Nenhum desses mundos será experimentado por ninguém. A questão então é se é melhor que o belo mundo exista do que o monte de sujeira. Nisso, Moore deu a entender que os estados de coisas têm valor além do prazer consciente, o que ele disse falar contra a validade do hedonismo.
Talvez a mais famosa objeção ao hedonismo seja a famosa máquina de experiências de Robert Nozick. Nozick nos pede para apenas hipoteticamente imaginar uma máquina que nos permitirá experimentar o que quisermos - se quisermos experimentar fazer amigos, ela nos dará isso. Nozick afirma que, pela lógica hedonista, devemos permanecer nesta máquina pelo resto de nossas vidas. No entanto, ele dá três razões pelas quais este não é um cenário preferível: em primeiro lugar, porque queremos fazer certas coisas, em vez de apenas experimentá-las; em segundo lugar, queremos ser um certo tipo de pessoa, em oposição a uma 'bolha indeterminada' e em terceiro lugar, porque tal coisa limitaria nossas experiências apenas ao que podemos imaginar. Peter Singer, um utilitarista hedonista, e Katarzyna de Lazari-Radek argumentaram contra tal objeção dizendo que ela apenas fornece uma resposta a certas formas de hedonismo e ignora outras.